# Extrême contemporain
Con il termine di extrême contemporain si intende designare la produzione letteraria francese più recente, quella che risale agli ultimi dieci anni. La nozione di extrême contemporain è, dunque, una nozione in continuo spostamento.

## Descrizione
Il termine è stato usato per la prima volta dallo scrittore francese Michel Chaillou nel 1989, come riferimento ad un'epoca. A questa definizione generale, semplice, rapida e immediata, corrisponde invece una realtà narrativa caotica, complessa, sia dal punto di vista cronologico (i confini temporali dell'extrême contemporain sono in continuo movimento) sia da quello dell'eterogeneità dell'attuale produzione letteraria francese, che tende a sfuggire ai tentativi di nomenclatura. Il termine extrême contemporain è, dunque, onnicomprensivo. La produzione letteraria di questo periodo si distingue soprattutto per il suo carattere transitorio, per cui l'identificazione di specifici filoni e temi, per quanto utile a «fotografare» un momento della letteratura francese attuale, tuttavia resta inevitabilmente precaria e parziale, data la natura proteiforme di un infinito corpus di testi letterari.
Per questi motivi, è del tutto improprio definire l'extrême contemporain come un movimento letterario: esso è, piuttosto, un termine di utilità pratica.
Non solo l'extrême contemporain si configura come una «costellazione letteraria» poco inquadrabile in schemi, ma si è spesso rinvenuta nel contemporaneo una sorta di estetica del frammento, ben rappresentata dalla metafora del mosaico: la narrazione diviene spezzettata, con un uso frequente della successione di frasi brevi.
La parcellarizzazione della conoscenza si esplicita anche in un ricorso ad un flusso verbale caotico, nonché al monologo interiore, ai tropismi, alle ripetizioni e all'endofasia. La sensazione di incertezza provata dallo scrittore lo porta a scardinare la nozione di romanzo, la sua stessa forma, e a preferire, talvolta, la categoria più generica di récit. Si registra allora un ritorno al reale: nelle opere di Pierre Bergounioux si assiste agli sconvolgimenti culturali che investono il succedersi delle generazioni; François Bon descrive l'esclusione dalla realtà urbana e industriale; molti autori di polizieschi, come Jean-Patrick Manchette e Didier Daeninckx, descrivono la realtà sociale e politica, e lo stesso fa Maurice G. Dantec nelle sue opere a metà strada fra spy story e fantascienza; la écriture plate di Annie Ernaux cerca, invece, di demolire la distanza tra la realtà vissuta e la narrazione di questa stessa realtà.
Il soggetto viene mostrato in uno stato permanente di crisi; ma si ha anche un ritorno al quotidiano, alla banalità delle abitudini: l'attenzione si sposta sugli «esclusi della letteratura», come ad esempio gli anziani. Questo uso della banalità e del quotidiano sfocia anche in un nuovo "minimalismo": dalle Vies minuscules di Pierre Michon, biografie finzionali di perfetti sconosciuti, si passa con facilità ai Plaisirs minuscules di Philippe Delerm. Le sfaccettature di questo minimalismo si manifestano in molte maniere: nella banalità dell'argomento, oppure nella forma narrativa breve, o ancora nella struttura concisa e spoglia della frase. Se da un lato si ha un'eroizzazione del personaggio (che cerca di costruirsi un percorso individuale, affrontando una realtà ormai priva di senso, per cui l'emarginato o il marginale emerge attraverso la costruzione della propria storia), dall'altra si assiste anche a un "minimalismo negativo": il personaggio ristagna nella difficoltà sociale e relazionale in cui si trova.

## La ricerca scientifica sull'extrême contemporain
Nei primissimi anni novanta in Francia e in Italia iniziano ad operare studiosi che in maniera sempre più sistematica si occupano dell'extrême contemporain (per la Francia, a Parigi, Lilla, Clermont-Ferrand; per l'Italia, a Bari, Genova, Milano, Roma). A Bari nasce il primo gruppo organizzato di ricercatori che si dedica esclusivamente alla ricerca sull'extrême contemporain: il GREC (Groupe de Recherche sur l'Extrême Contemporain).

## Alcuni autori dell'extrême contemporain
- Éliette Abécassis
- Jean-Pierre Abraham
- Olivier Adam
- Emmanuel Adely
- Hafid Aggoune
- Eva Almassy
- Marc Alpozzo
- Jacques-Pierre Amette
- Jean-Pierre Andrevon
- Christine Angot
- Yann Apperry
- Claude Arnaud
- Pierre Assouline
- Alexis Aubenque
- Brigitte Aubert
- Antoine Audouard
- Yvan Audouard
- Pierre Autin-Grenier
- Ayerdhal
- François Bégaudeau
- Frédéric Beigbeder
- Pierre Bergounioux
- Arno Bertina
- Jacques A. Bertrand
- François Bon
- Renaud Camus
- Claro (scrittore)
- Philippe Claudel
- Philippe Delerm
- Christine Deroin
- Maryline Desbiolles
- Michèle Desbordes
- Virginie Despentes
- Jean Echenoz
- Annie Ernaux
- Maxence Fermine
- Alain Fleischer
- Christian Gailly
- Sylvie Germain
- Michel Houellebecq
- Jean-Marie Laclavetine
- Camille Laurens
- Pierre Michon
- Alain Nadaud
- Christian Oster
- Daniel Pennac
- Pascal Quignard
- Jean Rolin
- Olivier Rolin
- Tiphaine Samoyault
- Colombe Schneck
- Tanguy Viel
- Antoine Volodine
- Cécile Wajsbrot
- Jacques Gélat